# Ion Fury
Ion Fury (ранее Ion Maiden) — компьютерная игра 2019 года в жанре шутера от первого лица, разработанная компанией Voidpoint и изданная 3D Realms. Игра использует модифицированный игровой движок Build Engine.

## Сюжет
Сапёру Шелли Харрисон по прозвищу «Бомба» поручено важное задание остановить лидера секты доктора Хескела и его роботизированную армию, бесчинствующую на улицах Нового Вашингтона.

## Оценки
| Сводный рейтинг | Сводный рейтинг |
| Агрегатор       | Оценка          |
| --------------- | --------------- |
| GameRankings    | 82,92 %         |

Игра получила положительные отзывы критиков. На Metacritic рейтинг игры составляет 79 баллов из 100 на основе 29 обзоров. IGN оценила игру на 7,5 баллов из 10.